# David Dachsberg
David Dachsberg, tidigare Dach, född i Preussen, död 18 april 1667, var en svensk hauptman och överste i Sverige.

## Biografi
David Dachsberg föddes i Preussen. År 1617 började Dachsberg i svensk krigstjänst och blev 1624 kapten vid Jönköpings regemente. 1636 blev han överstelöjtnant vid samma regemente och 1637 kallade man honom överste. Dachsberg adlades 30 januari 1638 och introducerades 15 februari samma år i Sveriges Riddarhus som nummer 260. Han fick ridderskapets och adelns tillstånd att använda namnet Dachsberg den 8 februari 1642 och fick 20 april 1646 konfirmationsdiplom av drottning Christina. Den 30 juli 1646 blev han slottshauptman på Vadstena slott och var även inspektor över krigsmanshuset. Dachsberg avled 1667 och begravdes i Byarums kyrka. Hans begravningsvapen och gravsten finns bevarade i kyrkan.
Dachsberg ägde gården Grimmaryd i Solberga socken.

### Familj
Dachsberg gifte sig första gången med Regina von Kanten (levde 1650). De fick tillsammans barnen David Dachsberg (1641–1651), Christina Dachsberg (död 1729) som var gift med ryttmästaren Christer Lood i Småland, Anna Dorotea Dachsberg (död 1692) som var gift med översten Erik Lood i Småland, Agneta Dachsberg (död 1724) som var gift med överstelöjtnanten Casper Stålhammar, Elsa Beata Dachsberg (död 1676) som var gift med hovrådet Gustaf Queckfeldt, Carl Gottfrid Dachsberg vid livgardet och Helena Justina Dachsberg (1650–1727) som var gift med ryttmästaren Nils Sabelfelt.
Dachsberg gifte sig andra gången med Maria Ulfsax (1596–1674). Hon var dotter till överstelöjtnanten Lindorm Ulfsax och Catharina Andersdotter (Stråle af Ekna). Maria hade tidigare varit gift med Claude de Laval.